# Bucharaya Hamudi Beyun
Buchraya Hamudi Beyoun, también Bouchraya Hammoudi Bayoun (Dajla, 9 de julio de 1954[cita requerida]) es un político y diplomático saharaui. Desde enero de 2020 es primer ministro de la República Árabe Saharaui Democrática siendo la tercera vez que asume el cargo. En 2016 fue embajador de la RASD en Argelia. En 2008 asumió la representación del Frente Polisario en España.

## Biografía
Bouchraya nació en Dajla en 1954.[cita requerida] Estudió Economía en la Universidad de La Habana, Cuba. Habla hassanía (una variante del idioma árabe) y español. Ha ocupado diversos cargos en el gobierno saharaui en el exilio. Comenzó su carrera política como ministro de Comercio y Desarrollo, cuando el exministro de Educación Mohamed Lamine Ould Ahmed se convirtió en primer ministro en diciembre de 1985.
Fue nombrado primer ministro en 1993 y sirvió por un período de dos años. Luego se desempeñó como ministro de Desarrollo Económico y Comercio. Posteriormente asumió de nuevo el puesto de primer ministro entre 1999 y 2003, periodo durante el cual también se desempeñó como Ministro del Interior.
Buchraya pidió un renovado énfasis en la Misión de las Naciones Unidas para el Referéndum del Sáhara Occidental durante su segundo mandato como primer ministro y se comprometió a aceptar el resultado de un referéndum independientemente si la decisión popular era integrarse a Marruecos o no. También criticó al nuevo rey Mohamed VI de Marruecos, quien según él violaba los derechos del pueblo saharaui.
Luego pasó a servir como wali (gobernador) del valiato de Esmara. Bouchraya fue nombrado representante del Frente Polisario en España en 2008 en sustituyendo a Brahim Gali, que se trasladó a la embajada de la RASD en Argelia. Cuando Brahim Ghali asumió la presidencia de la RASD, Bouchraya lo reemplazó como embajador Extraordinario y Plenipotenciario de la República Árabe Saharaui Democrática  ante la República Argelina Democrática y Popular.
El 14 de enero de 2020 tras la celebración del XV Congreso del Frente Polisario en Tifariti fue elegido de nuevo primer ministro sustituyendo a Mohamad Elouali Akeik.      